# 盧志榮
盧志榮是一位在香港出生的海外華人設計師。

## 生平
盧志榮在中學畢業之後，曾在地盤的沉箱工作。後來修讀建築，並於1980年代離開香港，前往北美留學，並取得獎學金於曾在哈佛大學修讀建築設計碩士，並在歐洲以其建築設計及傢私設計而享譽盛名。
他的太太是希臘人，亦是一位建築師。二人在希臘南部居住20多年，所以盧志榮除了能說流利的粵語及英語以外，還說得一口流利的希臘語。
他現時是Giogetti的傢私設計師。他曾取得名古屋大眾工業設計獎及雅典憲法廣場設計獎。